# Arkhànguelski
|  | No s'ha de confondre amb Arkhànguelsk. |

Arkhànguelski (en rus: Архангельский) és un poble (un khútor) de l'óblast d'Oriol, a Rússia, segons el cens del 2010 tenia 21 habitants. Pertany al districte municipal de Verkhóvie.